# Die Gespenster von Demmin
Die Gespenster von Demmin ist der im August 2020 erschienene Debütroman der deutschen Schriftstellerin Verena Keßler.

## Handlung
Die 15-jährige Larissa „Larry“ Schramm lebt in Demmin, Deutschland. Sie träumt davon, ihre Stadt, in der man die Folgen vom Massensuizid noch immer spüren kann, so bald wie möglich zu verlassen, um Kriegsreporterin zu werden. Ihre Nachbarin Frau Dohlberg steht vor dem Einzug ins Altersheim und muss ihr Haus ausräumen. Dabei kommen die Erinnerungen und die Traumata aus der Zeit des Kriegsendes in ihr wieder hoch.
Eines Tages verkündet ihr die Mutter, dass ihr Freund Benno einziehen wird. Larry verlässt bei großer Kälte das Haus. Sie flüchtet zum Schwanenteich und sieht dort, wie ein festgefrorener Schwan versucht, sich vom Eis zu befreien. Sie geht auf allen Vieren aufs Eis, um dem Schwan zu helfen. Wenige Meter vom Ufer entfernt bricht das Eis ein und Larry fällt ins Wasser. Glücklicherweise ist Timo zur Stelle und hilft ihr aus dem Wasser.
Nach einer Woche trifft sie sich mit Timo. Timo fragt, sich wie sich das beinahe Ertrinken angefühlt hat. Larry schlägt vor, die Foltermethode Waterboarding auszuprobieren. Timo und Larry brechen in die Schule ein, um Waterboarding auszuprobieren. Das Ganze ist aber viel extremer als beide erwartet hätten, und sie brechen nach kurzer Zeit ab.
Als Larry sieht, wie ihre Mutter die Sachen von ihrem verstorbenen Bruder ausmistet, will sie verschwinden. Sie geht zum Schwanenteich und sieht dort Timo. Sie sprechen über den Massensuizid von 1945 und Timo erzählt vom Suizidversuch seines Vaters. Sie kommen sich näher, aber als Timo Larry küsst, flüchtet sie. Larry beschließt, Demmin verlassen. Sie schreibt ihrem Vater und sagt ihm, dass sie gerne bei ihm mitfahren möchte. Er holt sie am nächsten Tag in Demmin ab.
Auf ihrer Fahrt mit ihrem Vater lernt sie den syrischen Flüchtling Tarek kennen. Er hat seine Familie im Krieg verloren. Die Unterhaltung mit ihm bringt Larry zum Nachdenken. Sie bereut, dass sie sich nicht von ihrer Mutter verabschiedet hat. Sie ist enttäuscht, dass diese sich nie bei ihr gemeldet hat. Sie ruft ihre Mutter an und erfährt, dass diese von Anfang an gewusst hat, wo Larry ist, da ihr Vater es ihr mitgeteilt hat.
Larry entschließt sich, auf eine Brücke zu steigen und sich kopfüber herunter hängen zu lassen, aber Passanten holen sie zurück. Larry wird von Benno abgeholt und kehrt nach Demmin zurück.
Frau Dohlberg steht der Umzug ins Altersheim bevor. Am Abend vor dem Auszug erinnert sie sich noch an den Massensuizids und an den Tod ihrer Mutter und Schwester. Sie vergiftet sich mit Gift, das sie an dem Tag, an dem die Russen kamen, in die Hand gedrückt bekommen hat.
Larry erfährt, dass Frau Dohlberg verstorben ist. Sie versöhnt sich mit ihrer Mutter und zusammen reden sie über Lenni und verarbeiten so gemeinsam seinen Tod. Auch mit Sarina versöhnt sie sich und sie gehen zusammen auf den Friedhof, um ihre verstorbenen Angehörigen zu besuchen. Bei der Beerdigung von Frau Dohlberg sieht sie Timo und er erzählt ihr, dass er nach Hamburg zu seiner Mutter zieht. Dieses Mal ist es Larry, die Timo beim Verabschieden küsst. Seit ihrem Versuch wegzulaufen, hat Larry gelernt, was ihr wichtig ist. Deshalb hängt sie nun gemeinsam mit Sarina kopfüber vom Baum.

## Aufbau des Textes und Form
Der Roman ist in zwei Erzählstränge gegliedert. Der im Fokus stehende Erzählstrang beinhaltet die Ich-Perspektive der jugendlichen Protagonistin Larry. Dabei erzählt sie in einem Coming-of-Age-Ton über ihr Leben als Teenagerin in Demmin. Der andere Erzählstrang erzählt in der dritten Person über Frau Dohlberg und ihren Erinnerungen an den Massensuizid. Die beiden Erzählstränge verlaufen parallel und ergänzen einander inhaltlich, sprachlich und erlauben einen Blick auf die heutige Situation in Demmin aus der Perspektive von zwei unterschiedlichen Generationen. Auf der Handlungsebene findet keine direkte Interaktion zwischen den beiden statt. Allerdings wissen sie voneinander und beobachten sich manchmal gegenseitig.
Der Anfang und das Ende des Romans bilden einen runden Abschluss. Der Roman beginnt sowohl mit einer Szene von Larry, die kopfüber am Apfelbaum hängt und endet mit einer Szene, in welcher Larry kopfüber am Apfelbaum hängt. Der Unterschied dieser beiden Szenen ist dabei, dass Larry zu Beginn allein am Apfelbaum hängt und am Schluss mit ihrer Freundin Sarina zusammen am Apfelbaum hängt.

## Historischer Hintergrund
Der Massensuizid von Demmin ist ein tragisches Ereignis im Frühling 1945, bei dem hunderte Einwohner von Demmin Selbstmord begingen. Der Massensuizid wird im Roman immer wieder im Hintergrund thematisiert. Der Roman beginnt mit Informationen zum Massensuizid in Demmin. Deshalb erfolgt die Erwartungshaltung, dass dieses Ereignis zu jederzeit zentral ist. Allerdings liegt der Fokus der Handlung auf Larry, und ihrem Traum, Kriegsreporterin zu werden und das Thema des Massensuizids taucht vor allem durch Erinnerungen von Frau Dohlberg immer wieder auf. Ihre lebhaften Rückblenden, die von Leichen im Fluss bis zum erdrückenden Geruch über der Stadt reichen, veranschaulichen die Schrecken dieser Zeit. Diese Rückblenden werden oft durch alltägliche Dinge hervorgerufen und wirken traumatisch, da sie unter anderem immer wieder an ihre Mutter und Schwester denkt, die im Fluss Peene ertrunken sind. Auch im Leben von Larry ist das Thema des Massensuizids von Demmin präsent, da sie auf dem Friedhof arbeitet, auf dem die Opfer des Massensuizids begraben worden sind. Gegen Ende des Textes erhält sie von Frau Ratzlow Einblicke in das „Wareneingangsbuch“, in welchem die Namen der Toten und deren Todesursache festgehalten sind.

## Figuren

### Larissa „Larry“
Larissa Schramm ist eine der beiden Hauptfiguren des Romans. Sie ist 15 Jahre alt, besucht die 9. Klasse und möchte von ihrem Umfeld nur Larry genannt werden. Sie lebt allein mit ihrer Mutter zusammen in einer Wohnung. Die Eltern von Larry trennten sich als sie noch klein war. Ihrem Vater nimmt sie es immer noch übel, dass er abgehauen ist. Larry älterer Bruder Lennard star bei einem Verkehrsunfall vor ihrer Geburt. Ihre beste Freundin ist Sarina. Um ihr Taschengeld zu verbessern, hilft sie der Friedhofsverwalterin Frau Ratzlow, die Gräber auf dem Friedhof zu pflegen. Larry möchte Kriegsreporterin werden, was sich aber im Verlauf des Buches ändert. Ihr Leben dreht sich hauptsächlich darum, sich bestmöglich für ihren späteren Job als Kriegsreporterin vorzubereiten. Sie ist fasziniert von verschiedensten Foltermethoden, die sie immer wieder ausprobiert. Sie zwingt sich beispielsweise, bei null Grad im T-Shirt so lange wie möglich kopfüber vom Apfelbaum zu hängen.
Im Verlaufe des Buchs erfährt man, wie willensstark und rebellisch sie ist. Das Rebellische zeigte sich, als sie sich dazu entscheidet, mit ihrem Vater im LKW mitfahren, ohne ihre Mutter zu informieren. Sie ist sehr impulsiv. So entscheidet sie sich, sich kopfüber von einer Autobahnbrücke herunterhängen zu lassen. In ihrem sozialen Umfeld sieht sie sich meist als Opfer und zieht eine andere Sichtweise nicht in Betracht. Dies zeigt sich, als mit ihrem Vater mitgeht und davon überzeugt war, dass ihre Mutter sie vergessen hatte und nicht Betracht gezogen hatte, dass ihr Vater ihre Mutter über den Ausflug informierte.

### Frau Dohlberg
Lore Dohlberg ist die zweite Hauptfigur des Romans und ist 90 Jahre alt. Sie ist die Nachbarin von Larry. Frau Dohlberg soll bald in ein Seniorenheim ziehen und bekommt beim Umzug Hilfe von ihrem Grossenkel Steffan. Sie fühlt sich oft wie eine Last für Steffan und meint, dass sie eine Pflicht für ihn sei. Im Verlaufe des Romans räumt sie ihr Haus aus und durchlebt ihr Trauma des Massensuizids in Demmin von 1945 erneut wieder. Sie lebte früher mit ihrer Familie in diesem Haus. Damals versteckte sich die Familie im Keller vor den Russen. Das Trauma der Kriegszeit macht ihr noch stark zu schaffen. Sie leidet unter einer posttraumatischen Belastungsstörung. Den Krieg überlebten nur ihre große Schwester Liese und sie. Ihre kleine Schwester Lotte und ihre Mutter sind nie wieder aufgetaucht.

### Larrys Eltern
Schon seit der Trennung ihrer Eltern lebt sie mit ihrer Mutter und sieht ihren Vater manchmal am Wochenende. Ihre Mutter arbeitet als Krankenschwester auf der Intensivstation. Für Larry scheint es, als wäre es eine Art Lebensziel für ihre Mutter, einen Mann zu finden. Sie hat ständig neue Typen, von welchen sie überzeugt ist, dass es der Richtige sei. Benno ist ihr neuer Freund. Ihr Vater ist LKW-Fahrer und hat deshalb nur selten Zeit für Larry. Weil sie sich nicht oft sehen, haben sie kein enges Verhältnis und die Gespräche sind meist zäh. Er hat eine Freundin namens Aga, die in einem Restaurant arbeitet. Ihr Vater wirkt gegenüber ihrem Traum, Kriegsreporterin zu werden, sehr verständnisvoll.

### Sarina
Sarina ist die beste Freundin von Larry. Sie wohnt zu Hause mit ihren Eltern und ihrer Schwester Josi in der Nähe. Ihre Mutter hat Krebs. Ihr geht es immer schlechter und sie stirbt am Ende des Romanes. Sarina ist eine sehr emotionale Person. Dies zeigt sich beispielsweise in ihrem Liebesleben. Sie ist ständig in jemanden verknallt und kommuniziert dies ständig. Auch als sie erfährt, dass Larry ihr nichts von Timo erzählt hat, macht sie ihre Wut klar bemerkbar, indem sie sie ignoriert.

### Timo
Timo ist 17 Jahre alt und ging früher auf die gleiche Schule wie Larry. Er war eine Klasse über ihr. Es gibt Gerüchte, dass er die Schule geschmissen hat und deshalb nun beim Supermarkt Netto arbeitet. Jedoch stellt sich heraus, dass er die Schulpflicht erfüllt hat und nun sein eigenes Geld verdienen möchte. Sein Vater ist Steffan und somit ist Frau Dohlberg seine Urgroßtante.

### Steffan
Steffan ist der Vater von Timo und der Großneffe von Frau Dohlberg. Er hilft Frau Dohlberg mit dem Ausräumen ihres Hauses und dem Umzug ins Seniorenheim. Steffan leidet unter starken Depressionen und ist deshalb oft müde und nicht sehr energievoll. Er wollte schon zwei Mal Suizid begehen.

### Benno
Benno ist der neue Freund von Larrys Mutter. Er besitzt einen Online-Shop für Motorrad-Zubehör und einen Blog rund um seine Reiseberichte. Er zieht bei Larry und ihrer Mutter ein. Er nimmt schnell sehr viel Platz im Leben von Larry ein, was ihr nicht passt. Zusätzlich werden wegen ihm die alten Sachen von Larrys verstorbenen Bruder aussortiert, da er Platz für sein Motorrad-Zubehör braucht.

### Lenni
Lennard oder auch Lenni genannt, war Larrys großer Bruder. Er ist im Alter von drei Jahren an einem Verkehrsunfall gestorben, 36 Tage später wurde Larry geboren. Obwohl Larry ihn nie kannte, fühlt sie sich stark mit ihm verbunden und spricht manchmal mit seinem Grab. Er ist auf dem Friedhof begraben, auf welchem Larry arbeitet.

### Frau Ratzlow
Frau Ratzlow ist die Friedhofsverwalterin des Friedhofs, wo Larry arbeitet. Sie ist eine sehr aufgeweckte Person und spricht sehr viel.

### Frau Nienhoff
Frau Nienhoff ist eine alte Dame aus Demmin, welche Larry immer wieder begegnet. Frau Nienhoff mag Larry und gibt ihr oft ein bisschen Geld für ihre ständige Hilfe.

## Motive und Themen
Der Text spricht viele äußerst relevante Themen an, die seit je her alle möglichen Menschen beschäftigen. Es werden Themen wie Tod, Einsamkeit, Aufarbeitung von Traumata, Gewalt sowie das Erreichen von Träumen behandelt.

### Tod
Bereits der Ort Demmin hat eine Vergangenheit mit dem Tod. Am Ende des Zweiten Weltkriegs kam es zu einem der größten deutschen Massensuizide. Diese Vergangenheit lastet auf dem Ort. Die Bewohner wissen Bescheid über Demmins Vergangenheit und über dem Leben praktisch aller Charaktere schwebt wie geisterartig der Tod. Durch den Text bekommen wir immer wieder Hinweise auf das Geschehene, doch niemand will wirklich darüber reden oder sich damit befassen. Am meisten erfahren wir über Demmins Massensuizid durch Frau Dohlberg. Sie hat den Massensuizid zusammen mit ihrer Schwester überlebt. Sie wollte nicht sterben, sondern leben.
Umso bedauerlich ist es, dass Frau Dohlberg trotz allem an Suizid stirbt. Der Umzug ins Altersheim und das Verlassen ihres Kindheitshauses mit all den Erinnerungen an ihre verstorbene Familie setzen ihr stark zu. Dazu kommen die andauernden Flashbacks an den Krieg und an den Massensuizid in Demmin, welche sie zu der Entscheidung bringen, sich mit Gift das Leben zu nehmen. Dieses Fläschchen bekam Frau Dohlberg als Kind von einer Frau, um sich und ihre Schwester Liese mit dem Gift umzubringen, nachdem sie den Suizidversuch in der Peene überlebt hatten.
Frau Dohlberg ist nicht die Einzige, die eigene Erfahrungen in der Familie mit Suizid hat. Auch Timo hat seinen Vater zweimal nach einem Suizidversuch gefunden. Auch Larry ist ständig mit dem Tod konfrontiert. Einst ist sie dem Tod nur knapp entronnen, als sie versuchte, einem auf dem See festgefrorenen Schwan zu helfen. Später erfährt Larry von Timo, dass der Schwan schon andere Schwäne umgebracht hat. Der Schwan gilt als Mörderschwan und ist ein Motiv für den Tod, denn wenn er in dem Roman auftaucht, verliert jemand sein Leben oder kommt dem Tod sehr nahe.
Eine nächste Konfrontation mit dem Tod ist ihr Nebenjob. Um sich etwas Geld zu verdienen, arbeitet sie auf dem Friedhof, und schaut, dass keines der Gräber verwahrlost. Sie sieht viele trauernde Menschen auf dem Friedhof und trauert auch selbst, da ihr älterer Bruder dort begraben wurde. Larry vermisst ihren Bruder, auch wenn sie ihn nie kennenlernen durfte.

### Gewalt
Gewalt ist ein präsentes Thema in Demmin und im Leben der beiden Protagonistinnen. Frau Dohlberg hat vor allem in ihrer Kindheit, während des Zweiten Weltkriegs, Gewalt in ihrem Umfeld miterlebt. Die Gewalt war dabei entweder sexuelle Gewalt oder Gewalt in Form von Suizid- und Tötungsversuchen, die Mütter mit und an ihren Kindern durchführten. Als gegen Ende des Krieges Soldaten in das Haus der Familie Dohlberg eindrangen, nahmen sie die Mutter mit und vergewaltigten sie. Bestätigt hat ihre Mutter das nie, aber als sie zurückkam, hat Frau Dohlberg ihrer Mutter angesehen, dass sie sexuelle Gewalt erlebt hat. Viele Frauen haben nicht nur selbst Gewalt erlebt, sondern diese auch bei ihren Kindern angewendet. Zum Beispiel hat die Mutter einer Klassenkameradin ihren Töchtern mit einer Rasierklinge in die Handgelenke geschnitten, sodass sie verbluten und sterben. Andere haben sich ihre Kinder an den Körper gebunden, ihre Jackensäcke mit Steinen gefüllt und sich dann ertrinken lassen. Während Frau Dohlberg traumatisiert ist von den Gewalterfahrungen, welche sie im Zweiten Weltkrieg miterlebt hat, ist Larrys Beziehung zu Gewalt eine ganz andere. Um für ihre Karriere als Kriegsreporterin zu trainieren, probiert sie verschiedenste Foltermethoden aus, um sich für Situationen zu wappnen, in denen sie vielleicht mal gefoltert wird. Sie beschreibt verschiedenste Foltermethoden und probiert viele selbst aus. Sie normalisiert Gewalt und hat sie in ihren Alltag integriert.

### Aufarbeitung von Traumata
Es gibt viele nicht aufgearbeitete Traumata bei den Charakteren. Der Massensuizid von Demmin hängt dabei wie eine dunkle Wolke über jedem von ihnen. Durch den Fluss Peene werden sie immer wieder an den Massensuizid erinnert. Der Massensuizid klebt förmlich an der Stadt und dessen Bewohner, doch man erfährt nie, ob die Stadt den Massensuizid auf irgendeine Art gemeinsam aufarbeitet und verarbeitet. Eine Aufarbeitungsstätte hätte aber Frau Dohlberg sicher geholfen, da sie niemanden mehr hatte, mit dem sie über ihr Erlebtes reden konnte oder sehen konnte, dass die Menschen, die an diesem Tag gestorben sind, nicht in Vergessenheit geraten sind. Sie vermisst ihre Familie, die sie im Massensuizid verloren hat, unglaublich fest und sie weiß nicht, wie sie mit diesem Gefühl umgehen soll. Auch in Larrys Familie ist Traumata Aufarbeitung schwierig. Der Tod von Larrys Bruder wurde innerhalb der Familie nie aufgearbeitet. Dies wird dadurch erkenntlich, dass kaum oder gar nicht über ihn gesprochen wird und seine Sachen ganz hinten in die Garage verbannt wurden. Larry allerdings interessiert sich sehr für ihren toten Bruder. Sie versucht den Tod zu verarbeiten, indem sie regelmäßig seinen Grabstein auf dem Friedhof besucht und sich Fotos von ihm anschaut. Als ihre Mutter zusammen mit Benno die Garage ausräumen und dabei die Sachen von Lenni entsorgen will, bekommt Larry einen Wutausbruch, weil sie noch in der Aufarbeitung des Todes steckt und deshalb auch noch nicht abschließen kann. Doch man sieht, wie der Prozess der Aufarbeitung im Verlaufe des Textes in Fahrt kommt. Am Ende des Textes verliert Sarina ihre Mutter an Krebs. Sie wurde auf dem gleichen Friedhof begraben wie Lenni. Nun gehen Sarina und Larry oft zusammen auf dem Friedhof und winken sich von den jeweiligen Gräbern zu. Zusammen verarbeiten sie die Tode ihrer Familienmitglieder.

### Einsamkeit
Alle Charaktere sind auf eine gewisse Art von Einsamkeit betroffen. Jede Person geht jedoch mit dem Gefühl der Einsamkeit anders um. Larrys Mutter und Sarina versuchen ihre Einsamkeit zu bekämpfen, in dem sie obsessiv nach romantischen Partnern suchen. Sarina hatte schon viele verschiedene Jungs, in die sie verliebt war. Und Larrys Mutter hat immer wieder ihre Hobbys und ihren Lifestyle geändert, wenn sie einen neuen Freund hatte. Larry hingegen versucht gegen ihre Einsamkeit anzukämpfen, indem sie krampfhaft an ihren Traum einmal eine erfolgreiche Kriegsreporterin zu werden, festhält. Sie probiert bei allem, was sie tut, für ihre zukünftige Tätigkeit als Kriegsreporterin zu trainieren. Larrys Vater ist einsam in seiner Tätigkeit als LKW-Fahrer. Er ist immer allein, wenn er seine Strecken zurücklegt. Nur an den Raststätten sieht er seine anderen LKW-Fahrer-Freunde. Als Larry bei ihm mitfährt warnt er sie vor: “Bin’s nicht so gewohnt Gesellschaft zu haben.” Frau Dohlberg hingegen weiß nicht, wie sie mit ihrer Einsamkeit umgehen soll. Sie vermisst ihre Familie. Sie fragt sich sogar, ob es nicht besser gewesen wäre, wenn sie Kinder bekommen hätte, damit sie jetzt nicht so allein wäre. Auch das Eintreten ins Altersheim stellt für sie keine Lösung zu ihrer Einsamkeit dar. Sie beendet ihre Einsamkeit auf tragische Weise durch ihren Suizid.

### Der Traum Kriegsreporterin zu werden
Ein Thema was immer wieder aufkommt, ist Larrys Traum Kriegsreporterin zu werden. Dieser Traum ist der Treiber für ihre Taten. Sie trainiert und probiert alle möglichen Dinge aus (z. B. sich kopfüber vom Baum hängen lassen, Hände ins kalte Wasser tauchen oder so schnell wie möglich durch den Supermarkt kommen), weil diese ihr vielleicht mal zugutekommen, sobald sie Kriegsreporterin ist. Sie schaut viele Dokus über Kriegsreporterinnen da diese ein Ideal für sie verkörpern, dass sie romantisiert und glorifiziert. Sie will genau so mutig sein, wie die Kriegsreporterinnen, über welche sie Dokus schaut, und möchte genau gleich als Heldin wahrgenommen werden. Dieser Traum begleitet sie in vielen Situationen und gibt ihr Halt. Doch auch Larry fängt an zu realisieren, dass ihr Traum Kriegsreporterin zu werden, nur eine Illusion ist. Sie ist sich nicht sicher, ob sie eine gute Kriegsreporterin wäre. Sie weiß nicht, wie sie reagieren würde, wenn sie tatsächlich in brenzligen Situationen wäre und Menschen sterben, sehen würde.

## Referenzen
Felix Müller von SRF lobte, die literarische Darstellung, welche zeige „wie die dunkle Vergangenheit das Leben der Menschen bis heute prägt.“ Er betonte außerdem, dass es Verena Keßler gelinge „die Geschichten der beiden Frauen unaufdringlich miteinander in Beziehung zu setzen - die schwere historische Last mit der Leichtfüßigkeit des Teenagerlebens“.
Nicolas Freund von Süddeutsche Zeitung meint: „Zwischen den Generationen gibt es eine merkwürdige Barriere.“ Ihm erscheint es interessant, diese Abgrenzung zu ziehen, weil sich Larry die Erinnerung, an das, was in Demmin passiert ist, selbständig erarbeitet, obwohl sie auch einfach ihre Nachbarin hätte fragen können.